# 大町站 (佐賀縣)
大町站（日语：／ Ōmachi eki */?）是位於佐賀縣杵島郡大町町大字福母376番，九州旅客鐵道（JR九州）的佐世保線車站。在國鐵時代末期，部分特急「綠」會停靠此站，現時只有普通列車停站。此站往佐世保方向的車站由長崎分社管轄。

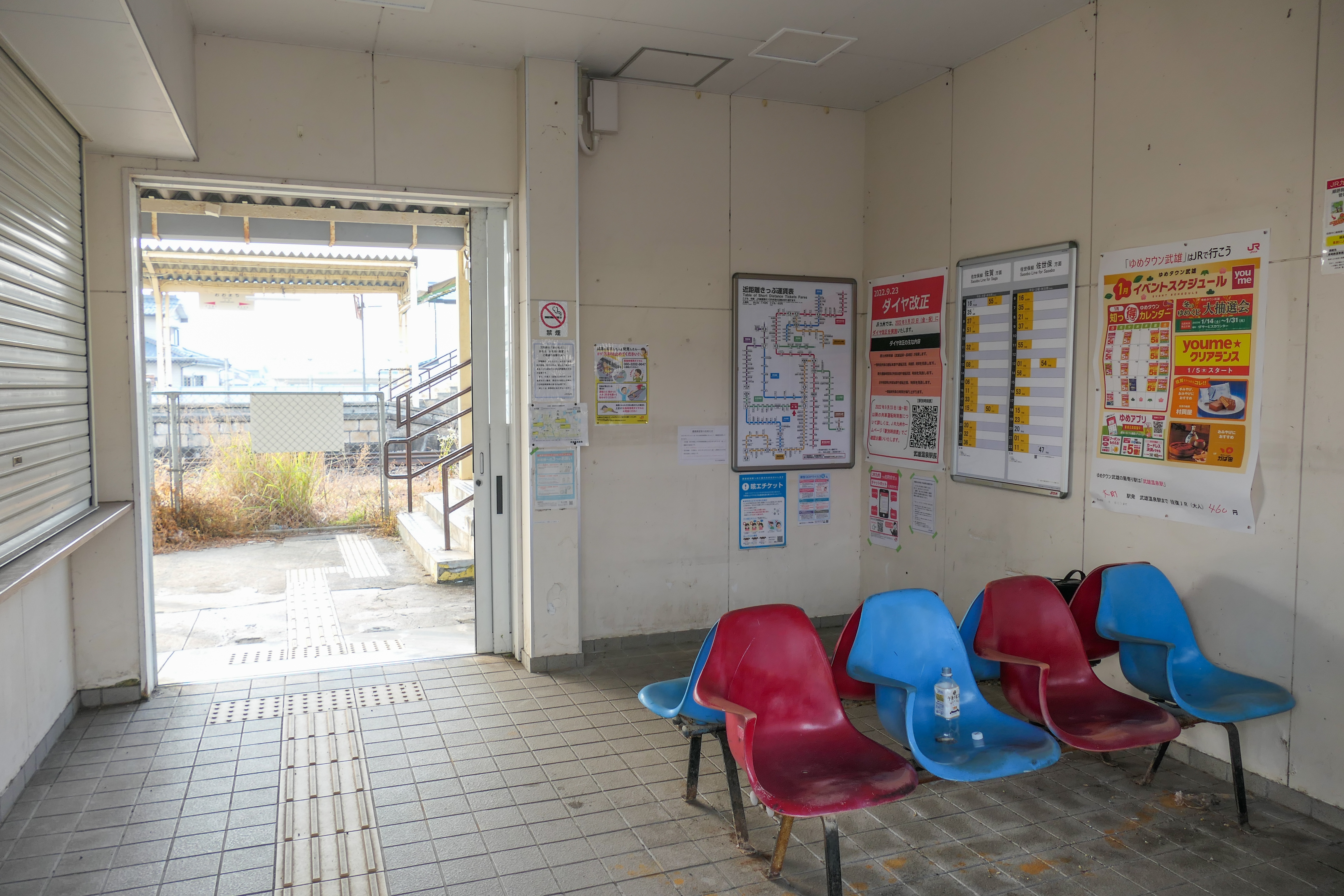
車站內部(2023年1月)

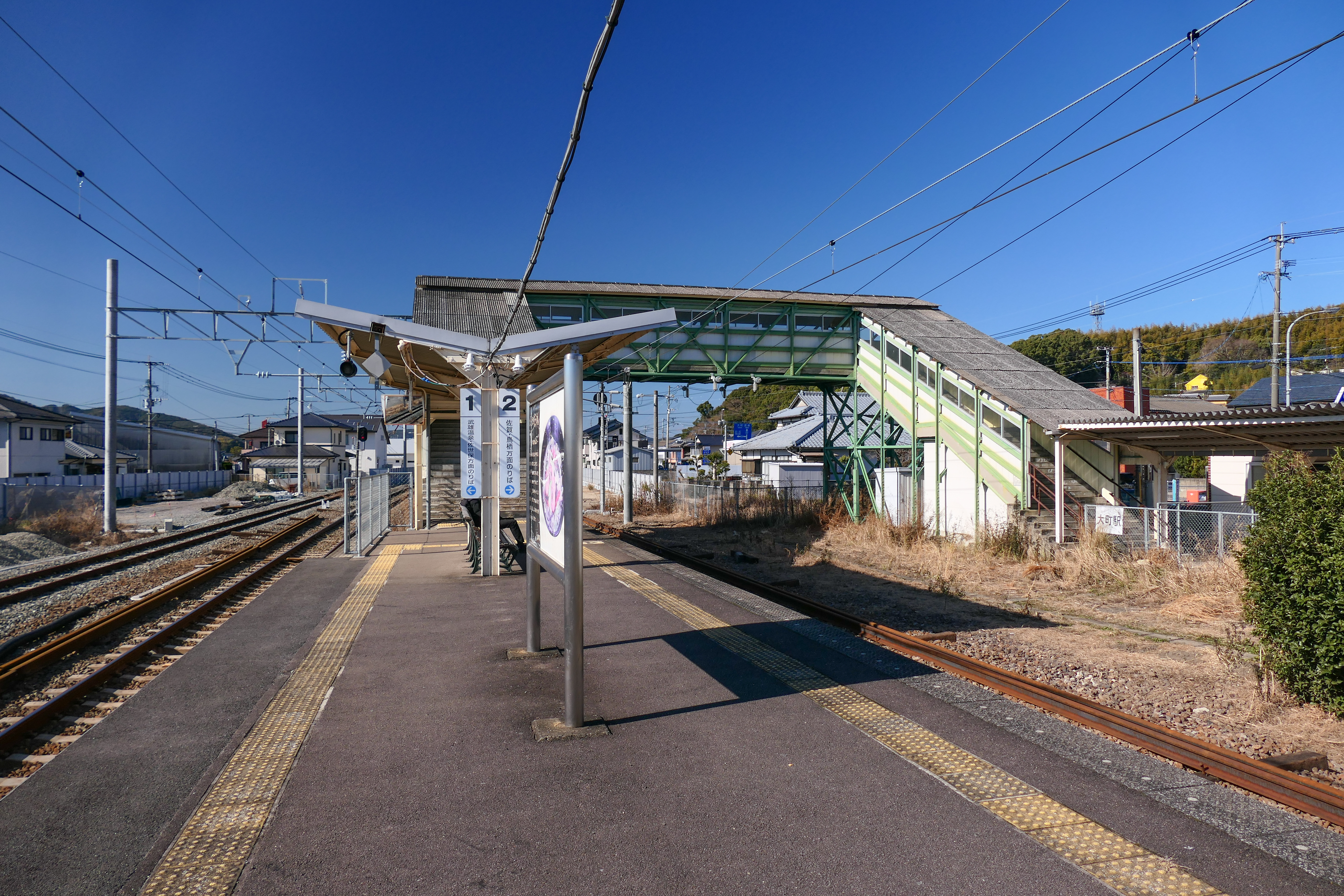
1號與2號月台(2023年1月)

## 車站構造
車站是一座地面車站，設有1面2線的島式月台。車站大樓與月台之間設有跨線橋連接。在2008年3月，新車站大樓落成。前代車站大樓較現時的車站大樓小。
此站的車票會以（佐世）大町標示此站，這是由於需要區別JR西日本可部線的大町站 (廣島縣)。

### 月台
| 月台 | 路線      | 上下行 | 方向                     |
| ---- | --------- | ------ | ------------------------ |
| 1    | ■佐世保線 | 下行   | 武雄溫泉、有田、早岐方向 |
| 2    | ■佐世保線 | 上行   | 江北、佐賀、鳥栖方向     |

## 歷史
- 1919年12月11日：大町信號所啟用。
- 1922年4月1日：改稱名為大町信號場。

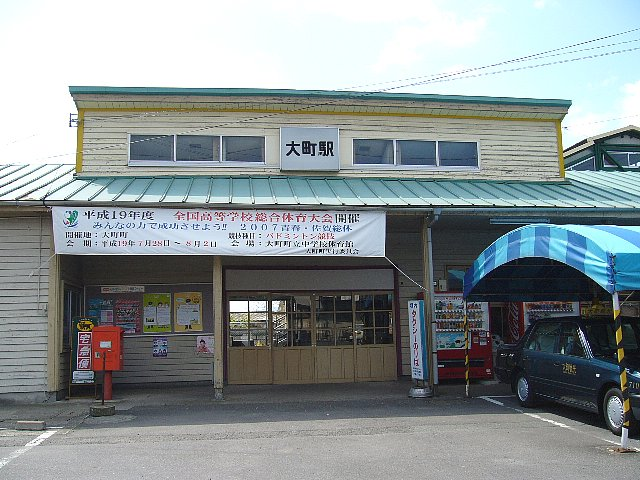
舊站房(2006年4月)

- 1928年9月1日：升格至車站。大町站啟用。
- 1987年4月1日：隨國鐵分割民營化，車站由九州旅客鐵道（JR九州）營運[3]。
- 1994年3月27日：在站內直營的便利店生活列車（日语：生活列車）開業[4]。
- 2015年3月14日：降為無人車站[1]。
- 2022年2月27日：本站～高橋間複線化[5]。
- 2024年度：開始支援SUGOCA付款，並加設對應IC卡出、入閘的讀寫器[6]。

## 使用狀況
在2011年度，1日平均乘車人次為288人，2017年度起，因本站使用人數未達至全九州首300位，所以不再公佈確實數字，但由於每日平均乘車人數仍超過100人，固此仍可記錄於JR九州的每年排行榜名的附表內標示。
| 乘車人次變化 | 乘車人次變化     |
| 年度         | 1日平均人次      |
| ------------ | ---------------- |
| 2000         | 353              |
| 2001         | 336              |
| 2002         | 345              |
| 2003         | 334              |
| 2004         | 342              |
| 2005         | 302              |
| 2006         | 303              |
| 2007         | 304              |
| 2008         | 293              |
| 2009         | 314              |
| 2010         | 319              |
| 2011         | 288              |
|              |                  |
| 2015         | 250              |
| 2016         |                  |
| 2016         | 少於323，多於100 |
| 2017         | 少於314，多於100 |
| 2018         | 少於308，多於100 |
| 2019         | 少於303，多於100 |
| 2020         | 少於249，多於100 |
| 2021         | 少於246，多於100 |
| 2022         | 少於267，多於100 |
| 2023         | 少於282，多於100 |

## 車站周邊
位於車站東邊的「大町情報廣場」，展出了9600型蒸汽機車29611號。

## 相鄰車站
九州旅客鐵道（JR九州）
■佐世保線
江北－大町－北方

## 外部連結
- JR九州大町站 （页面存档备份，存于） （日語）